# Taihojutsu
Le taihojutsu (逮捕術, « techniques d'arrestation ») est une synthèse d'arts martiaux, créée spécialement pour les besoins de la police japonaise. Le taihojutsu est la méthode d'intervention de la police japonaise et du Kidotai (forces spéciales). Il regroupe dans sa synthèse les disciplines suivantes : karaté (wado ryū), judo (kodokan), aïkido/aikijutsu (shodokan/yoshinkan), nihon kenpō (kyōkai), nihon jūjutsu (Shindō Yōshin-ryū), kendo/kenjutsu (méthode d'escrime japonaise), jōdō/jōjutsu (méthode du bâton de 4 pieds), juken jutsu (méthode de la baïonnette), Keibo soho/keibojutsu (méthode du bâton court de police), la boxe.

## Étymologie
Le nom Taihojutsu se compose de deux mots et est composé de trois kanjis (caractères japonais). Taihojutsu est l'écriture romanisée suivant la méthode Hepburn de 逮捕術, qui se décompose ainsi :
- Taiho (逮捕?) : « arrestation », « appréhension » ou « capture » ;
- Jutsu (術?) : « art », « technique » ou « méthode ».

Taihojutsu peut donc se traduire par « technique ou méthode d'arrestation ».

## Histoire
Le taihojutsu a été développé dans le milieu des années 1940, par le Département de la Police Métropolitaine de Tokyo,. Il était au départ connu sous le terme de « Yawara » puis de jujutsu. C'est avec la collaboration conjointe de la police japonaise et de plusieurs grands maîtres d'arts martiaux, qu'une tentative pour déterminer un style spécifique qui serait souhaitable pour les officiers de police a été élaborée. L'administration de la police de cette époque s'était retrouvée dans une position nouvelle, requérant de la part de ses officiers de contraindre, de maîtriser et de contrôler un suspect éventuel, sans avoir à le blesser. C'était un net contraste par rapport à la période précédente du milieu du XIXe siècle, où ces considérations n'avaient pas raisons d'être. Après l'abolition du régime féodal au Japon en 1868, le régime des samouraïs (guerriers féodaux) n'existait plus. Le Japon s'organisa et créa une nouvelle police puisque la caste des samouraïs n'était plus là pour assurer la fonction de maintien de l'ordre.
L'enseignement du taihojutsu authentique n'est pas accessible à la population civile. Le type de méthode utilisée dans cet art martial particulier, correspond spécifiquement aux besoins et contraintes des agents de la paix, des escouades spéciales, des forces policières, des agents de sécurité, des gardiens de prison et toutes autres organisations liées au maintien de l'ordre et de la sécurité publique.

## Création

### Fondation
La première phase du projet provenait du fait que les budō classiques, avec leurs variétés de techniques parfois trop drastiques, parfois trop spirituelles, ne correspondaient pas aux besoins modernes spécifiques de la nouvelle police japonaise du début du siècle dernier. Les problèmes civils étaient uniques et les méthodes populaires de combat de la période de l'ère Meiji (1868-1912), soit le kendo et le judo, s'étaient démontrés très utiles pour la police mais plus en tant que forme d'éducation physique qu'autres choses. Le Département de la Police se devait créer un système de combat corps à corps spécifique, qui devait répondre aux besoins particuliers de son époque. À cette fin, le Département de Police de Tokyo organisa un comité officiel d'étude, composé de spécialistes hauts gradés en arts martiaux. C'est en 1924 à Tokyo, que fut formé un comité d'experts de bujutsu (arts martiaux). Ce comité était chargé de codifier une nouvelle méthode de combat simple et efficace, répondant aux besoins spécifiques de la police japonaise. Cette commission était composée de maîtres de kenjutsu et de kendo (art du sabre), de iaidō (autre forme de l'art du sabre) et de goshin jutsu (combat à mains nues). Il posa les fondations d'une méthode de combat moderne. Ce comité était composé de Shuichi Nagaoka (judo kodokan), Kinosuke Sato, Kyuzo Mifune (judo kodokan), Tadashi Kawakami et Seizo Nakano (judo kodokan) représentant les maîtres de goshin jutsu. Les maîtres de sabres étaient Goro Saimura (kendo), Hakudo Nakayama (Shindō Munen-ryū (en)), Yoshihitsu Hiyama et Shitejiro Hotta.
Le comité devait développer une série de techniques d'autodéfense qui permettrait à un policier non armé de faire face à d'éventuelles formes de désobéissances civiles, ainsi qu'à toutes sortes d'imprévus. Le comité directeur de la police approuva ces techniques et les incorpora dans son programme d'entraînement. La première phase de ce qui allait devenir le futur taihojutsu, utilisait des disciplines martiales classiques, les bujutsu, modifiées par les fondements du judo moderne. Maintenant, les postures, les saisies, les déplacements de corps et les esquives étaient intégrées dans ce nouveau système. Les techniques de projections étaient à la base de ce système avec l'ajout de techniques permettant de faire face à des situations en posture assise ainsi que de pouvoir négocier avec un prévenu non coopératif. La préoccupation de la sécurité de l'auteur du crime n'était pas encore primordiale à cette époque.

### Création officielle en 1947
La seconde phase du projet ne vit le jour qu'après la fin de la Seconde Guerre mondiale. La police nippone se devait désormais de négocier avec un nouvel environnement, à la suite de la défaite de son pays et de l'occupation de son territoire par les forces armées américaines. Des restrictions furent placées par les Américains à la fin de la seconde guerre, sur la pratique des arts martiaux au Japon. Encore une fois, le Département de Police de Tokyo dû faire un nouvel effort pour entreprendre et reformuler un système efficient. Ses membres durent établir un comité technique pour réévaluer leurs techniques classiques et modernes. Ces techniques devaient être souhaitables et appropriées dans le nouveau contexte culturel et historique du Japon d'après guerre. Tout dut être réexaminé : du jūjutsu au karaté jutsu en passant par le kendo, le judo aussi bien que la boxe occidentale qui devenait une nouvelle réalité, ainsi que les techniques classiques du jojutsu et du kenjutsu. Ce n'est qu'en 1947 qu'apparut le nouveau système formel : le taihojutsu.
C'est à l'initiative de la nouvelle commission dirigée par Goro Saimura, qui siégeait au premier comité et représentait le Kendo, de Hironori « Hidenori » Otsuka, fondateur du wadō ryū karatedō et maître de shinto yoshin ryū jūjutsu, que cette création fut rendue possible. À cela, venait s'ajouter Shuichi Nagaoka, maître de judo au Kodokan, des techniques d'armes furent intégrées grâce à la présence de Takaji Shimizu, maître de shindo muso ryū bojutsu ainsi que d'autres experts en maniement d'armes à feu tel que Tsuneo Horiguchi, également expert en boxe occidentale. Le souci du réalisme était et est toujours omniprésent dans cette méthode. Les forces de police étaient fréquemment confrontées à des agitateurs de tous genres, souvent pratiquants d'arts martiaux eux-mêmes. Donc, cette nouvelle méthode se devait d'être très pragmatique. Toutes les situations étaient prévues dans un souci constant de proportionnalité de la riposte face à l'agression.
Le taihojutsu est évolutif, complété et parfait régulièrement. Le nouveau système reflète l'influence des valeurs de la culture occidentale. Les techniques sont appliquées de manière à causer un minimum de blessures aux délinquants civils et aux criminels. La confrontation, le contrôle et la maîtrise d'individus violents s'effectue d'une manière sécuritaire, aussi bien pour les officiers de police que pour les prisonniers. On évite de tuer, d'estropier et de mutiler, à l'exception des cas où la situation est d'une extrême violence. En fait, quand il n'y a plus d'autre choix pour la sécurité publique. Dorénavant, les habiletés en combat corps à corps deviennent de première importance pour le maintien de l'ordre public par les forces policières.

### Influence

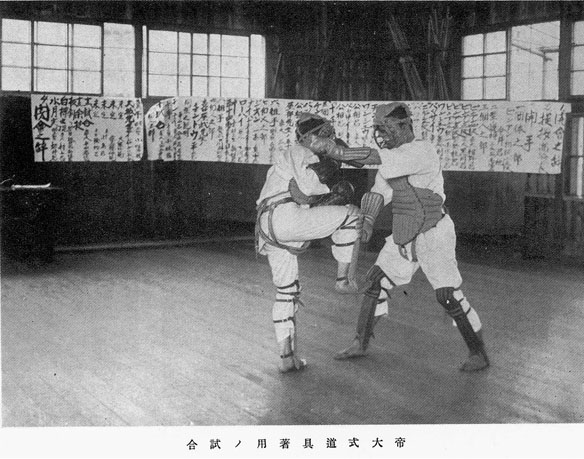
Premier type d'armure inventée par le maître de Muneomi Sawayama : Kenwa Mabuni

C'est Kenwa Mabuni fondateur du karaté Shito-ryu qui, en tant que policier, fut le premier à enseigner le karaté aux autorités d'Okinawa et dans les stations de police de l’Ouest du Japon. Certains policiers blessèrent des prévenus lors d’arrestations en utilisant le karaté et il y eut une opposition politique à l’enseignement de ces techniques. En dépit de ces difficultés, Kenwa Mabuni demeura fidèle à ses convictions.
C'est un disciple de Kenwa Mabuni, Muneomi Sawayama qui, en tant que judoka et karatéka accompli, fonda en 1932 sa propre école qu’il nomma Dai Nihon Kenpō. C’est également en 1932 que Muneomi Sawayama entra dans l’armée comme officier. Il continua à élaborer sa méthode de combat. Il se basa sur le modèle des protections de kendo ainsi que leur types d'exercices pour son entraînement. À partir de 1934, il dirigea des exercices de combat avec ces équipements de protection, permettant de réels coups portés, des projections et des clefs articulaires. Il réintégra ainsi sa formation de judoka dans sa pratique. Le maître Sawayama enseigna à Rinosuke Mori, qui en 1953 enseigna le nihon kenpō dans la région de Tokyo à l'Académie de Police, à l’armée et à l’université. Le maître Rinosuke Mori est le fondateur du Nihon Kenpō Kyōkai de Tokyo. Ses élèves fonderont plus tard l'association Nihon Kenpō Renmei de Tokyo.
Aujourd'hui[Quand ?], pour pouvoir assurer une pratique sécuritaire à l'Académie, les policiers pratiquant le taihojutsu utilisent un bogu sorte d'armure, très similaire à celle utilisée par les pratiquants de Kendo, mais comportant certaines modifications. C'est ce type d'armure qu'utilisaient Muneomi Sawayama et Rinosuke Mori dans la pratique du nihon kenpō.

### Chronologie
Chronologie tirée du Taihojutsu kihon kozo :
- 1924 : Le Département de la Police Métropolitaine de Tokyo met sur pied un comité technique pour réviser le système d'intervention utilisé jusqu'à ce jour par la police. Ce comité d'expert est composé de : Goro Saimura, 10e dan de kendo, Hyakudo Nakayama (1873-1958), shindo munen ryū, Shitejiro Hotta, kenjutsu, Yoshihitsu Hiyama, kenjutsu, Kyuzo Mifune (1883-1965), 10e dan de judo kodokan, Kinosuke Sato, goshin jutsu, Seizo Nakano, 10e dan de judo kodokan, Shuchi Nagaoka, 10e dan de judo kodokan, et Tadashi Kawakami, goshin jutsu.

- 1927 : Takaji Shimizu (1897-1978), 25e grand maître de Shintō Musō-ryū (en) jojutsu, grand maître d'Ikkaku-ryū juttejutsu (en), nommé instructeur de judo jojutsu au Kodokan en 1921 en compagnie de Kenichi Takayama, font une démonstration de jojutsu à sept membres du Comité National de Police.

- 1931 : Takaji Shimizu devient instructeur résident de jojutsu au Département de la Police de Tokyo. Il est à la base de la création du Kidotai (escouade anti-émeutes), qui recevra plus tard l'instruction de Gozo Shioda du yoshinkan aikido.

- 1939 : Enregistrement du wadō ryū karatedō au Nihon Butokyukai de Tokyo. On y retrouve alors, une section technique intitulée Keisatsu taihojutsu (14 techniques d'arrestation pour la police). Cette section comprend : 2 tehodoki (techniques de dégagements), 3 kansetsu waza (techniques de contrôles articulaires), 5 nage waza (techniques de projections) et 4 osae waza (techniques d'immobilisations).

- 1946 : Introduction du keibo de 18 pouces à l'entraînement.

- 1947 : Le Département de Police de Tokyo forme un nouveau comité pour réviser le système de la police. Ce comité d'experts est composé de : Goro Saimura, 10e dan de kendo, membre du comité précédent, Shuchi Nagaoka, 10e dan judo kodokan, membre du comité précédent, Takaji Shimizu, 25e grand maître de shinto muso ryū jojutsu, grand maître d'ikkaku ryū juttejutsu, Hironori Ohtsuka (1892-1982), maître fondateur du wadō ryū karatedō et maître de shinto yoshin ryū jūjutsu, et Tsuneo Horigushi, instructeur d'armes à feu et de boxe occidentale. Il en résulte la parution du manuel Taihojutsu kihon kozo qui divise le système ainsi :
  - toshu (techniques à mains nues) et keibo (techniques de bâton court)[9]
  - 14 kihon waza (techniques de bases)[9]
  - 16 oyo waza (techniques avancées)
  - 6 seijo (techniques de menottages)[9]
  - soken (technique de fouille)[9]
  - hiki tate oyobi (technique de contrôle debout)

- 1949 : Révision du taihojutsu, keijojutsu et hojojutsu. Parution du nouveau manuel Taihojutsu kihon kozo. Le Keibo de 2 pieds est remplacé par le keibo de 18 pouces introduit à l'entraînement.

- 1951 : Révision du taihojutsu, keijojutsu et hojojutsu. Parution du nouveau manuel Taihojutsu kihon kozo.

- 1953 : Rinosuke Mori enseigne le nihon kenpō à l’Académie de Police de Tokyo. Introduction du bogu (sorte d'armure de protection) à l'entraînement au combat.

- 1955 : Révision du keijojutsu, hojojutsu. Maître Kuda dispense les cours de révision au Kodokan.

- 1956 : La matraque de la US Navy remplace le keibo de 2 pieds à l'entraînement.

- 1961 : Le tokushu keibo (bâton télescopique) est introduit pour une période d'essai de 5 ans par Takaji Shimizu et ses instructeurs Ichitaro Kuroda, Tsunemori Kaminoda, Kotero Yoneno et Tsuneji Hiroi.

- 1962 : Révision du taihojutsu, keijojutsu et hojojutsu. Parution du nouveau manuel Taihojutsu kihon kozo.

- 1965 : Tsunemori Kaminoda quitte son poste d'instructeur à la police pendant que Takaji Shimizu se concentre sur l'enseignement du jojutsu au grand public.

- 1966 : Le tokushu keibo (bâton télescopique) est officiellement adopté.

- 1968 : Révision du taihojutsu et du keibojutsu. Parution du nouveau manuel Taihojutsu kihon kozo.

- 1978 : Révision du taihojutsu. De cette époque à aujourd'hui, le taihojutsu est évolutif, complété et parfait régulièrement.

## Contenu technique

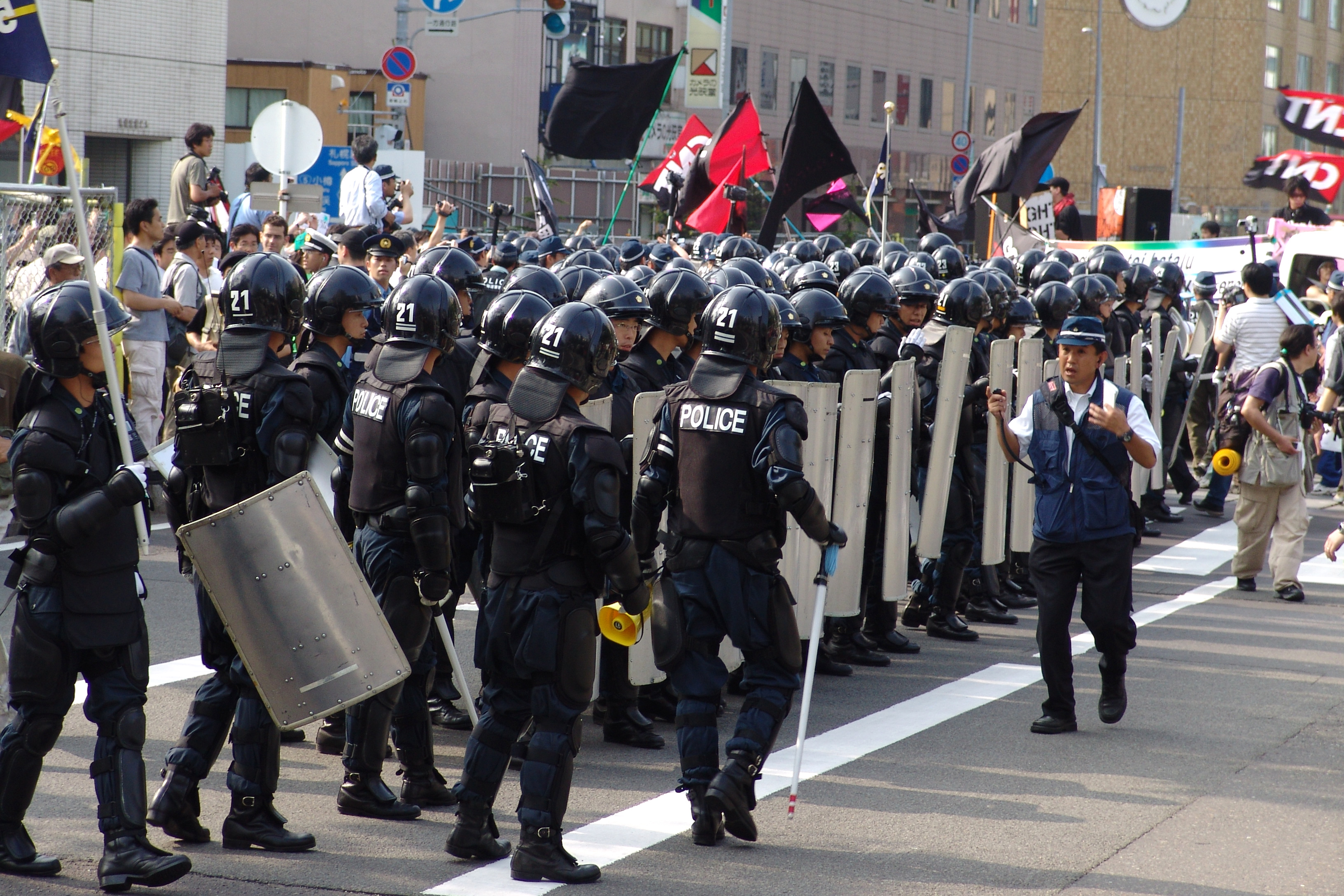
Kidotai (Escouade anti-émeute) à la marche anti-globalisation du sommet du G8 de 2008.

De nos jours[Quand ?], un certain nombre d'équipements est maintenant utilisé par les agents des forces de l'ordre. Certains équipements possèdent des racines historiques, les reliant aux écoles classiques, alors que d'autres proviennent d'innovations modernes : keibo (bâton court de police), seijo (menottes), soken (fouille), hiki tate oyobi (techniques d'immobilisations). Une addition intéressante apportée à cette méthode, provient du budō moderne. Elle est appelée heijo shin et se traduit par : « Garder un état d'esprit calme et normal ». Cela se pratique au moyen de différents exercices de respiration tirés de la méditation. Finalement, divers développements provenant de plusieurs ryu ha et l'utilisation d'autres armes, ne sont que l'adaptation faite du maniement des armes anciennement traditionnelles. Les combinaisons de techniques de contrôle de poignets, de contrôle de bras, de maintien et d'immobilisation, provenant du jūjutsu, du judo et de l'aïkido, font du taihojutsu un art martial idéal pour les besoins de la Police. Les techniques plus dures du karaté et du nihon kenpō ont été ajoutées en cas d'une progression éventuelle du niveau de violence, en respectant toujours l'utilisation de l'échelle de l'emploi de la force nécessaire.
Les policiers qui étudient le taihojutsu voient augmenter leur niveau de confiance dans leurs habilités à contrôler une situation. Advenant le cas où ils doivent faire face à une situation potentiellement violente, les policiers sont plus calmes, ce qui réduit les chances que le conflit dégénère et tourne mal. Ceci diminue les chances du policier d'être sujet à une montée d'adrénaline, qui aurait pour effet que ce dernier surcompenserait ses efforts pour la situation, d'où résulterait des blessures graves. Les officiers de police sont également plus conscient de leurs propres habilités et capacités, ce qui réduit les risques de confrontations inutiles et même s'il y a confrontation, ils sont plus portés à contrôler le prévenu sans lui causer de blessures. La force du taihojutsu ne réside pas en fait dans un style, mais dans l'incorporation de plusieurs styles d'arts martiaux avec leurs aspects durs et doux. Le taihojutsu, enseigne aux officiers de police de laisser les actions du sujet appréhendé dicter la technique de contrôle appropriée. Comme les maîtres instructeurs disaient autrefois : « Laissez la situation dicter votre tactique ».

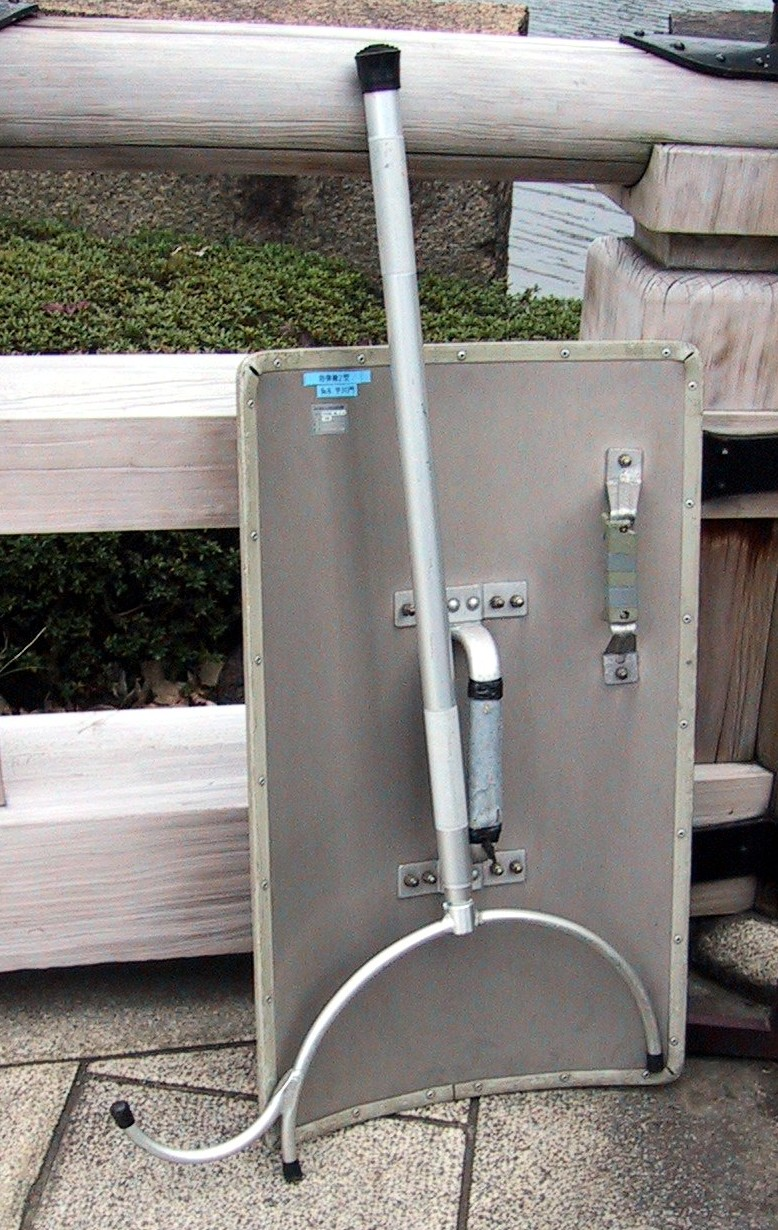
Équipement d'intervention du Kidotai.

Aujourd'hui[Quand ?], les policiers formés à l'Académie de Police Métropolitaine de Tokyo, sont tous gradués ceintures noires, soit en Judo ou en Kendo, ce qui couvre l'aspect conditionnement physique de leur formation. En plus, ils pratiquent tous le taihojutsu et les disciplines qui lui sont incluses : aikijutsu, nihon kenpō, jojutsu, keibo jutsu, etc. Les policiers japonais ne font pas une formation unique et terminale. Ils se doivent de maintenir ou d'améliorer leurs habilités martiales tout au long de leur carrière au sein de la police. Cela se fait par le biais d'un entraînement quotidien et d'une évaluation annuelle et prévaut non seulement pour les unités des forces spéciales mais aussi pour la police régulière.

## Système de grades
Initialement, il n'existe aucun système de ceintures utilisé à l'Académie de Police Métropolitaine de Tokyo ou à toutes autres académies de police au Japon. Le taihojutsu japonais est totalement exempt de ce genre de pratique.
Avec l'apparition d'une adaptation du taihojutsu japonais en Amérique, un système de grade propre uniquement au taihojutsu américain, finit par voir le jour. D'autres pays à travers le monde, constituèrent également leur propre méthode et leur propre système de grades : la Grande-Bretagne, la France, l'Argentine, etc. Ces nouveaux systèmes sont tous le résultat d'une modification de l'enseignement technique du taihojutsu japonais original. Sous l'égide de Maitre Brian Eustache, l'importateur du Taiho Jutsu en Europe et fondateur de l'Association Britannique du Taiho Jutsu, un système normalisé de grade est créé. Le programme des grades est défini et révisé au sein de la International Taiho Jutsu Confederation (ITC) et permet à chaque pratiquant de pouvoir valider ses connaissances techniques au niveau international.
En France, le système des grades ITC cohabite avec un système de menkyo basé sur l'assiduité et la régularité des pratiquants.